# Joaquim Cândido da Costa Sena
Joaquim Cândido da Costa Sena (Conceição do Mato Dentro, 13 de agosto de 1852 — Belo Horizonte, 26 de junho de 1919) foi um geólogo e político brasileiro.
Tornou-se presidente do estado de Minas Gerais em 21 de fevereiro de 1902 em razão da morte de seu antecessor Silviano Brandão, permanecendo no cargo até 7 de setembro do mesmo ano. Antes disso, fizera parte do Senado de Minas Gerais.
Costa Sena nasceu na antiga Conceição do Serro, atual município de Conceição do Mato Dentro. Na cidade de Ouro Preto graduou-se em Engenharia de Minas no ano de 1880 pela Escola de Minas, onde foi professor e exerceu os cargos de secretário e diretor, função que ainda desempenhava quando de sua morte. Representou Minas Gerais em eventos científicos internacionais no Chile e na Europa.
Além de agraciado com inúmeras honrarias, Costa Sena foi e membro de várias instituições científicas e culturais, como a Sociedade de Mineralogia de Paris, a Sociedade Imperial de Mineralogia de São Petersburgo, a Sociedade Geológica de Paris e a Sociedade de Geologia de Berlim.
Costa Sena foi também membro fundador da Academia Mineira de Letras (cadeira nº 14).